# San Giorgio Ionico
San Giorgio Ionico é uma comuna italiana da região da Puglia, província de Taranto, com cerca de 15.613 habitantes. Estende-se por uma área de 23 km², tendo uma densidade populacional de 679 hab/km². Faz fronteira com Carosino, Faggiano, Monteiasi, Monteparano, Roccaforzata, Taranto.

## Demografia
| Variação demográfica do município entre 1861 e 2011                               |
|                                                                                   |
| Fonte: Istituto Nazionale di Statistica (ISTAT) - Elaboração gráfica da Wikipedia |